# 悲しみを愛しさで
「悲しみを愛しさで」（かなしみをいとしさで）は、阪井あゆみの1枚目のシングル。

## 概要
- ファッションモデルである阪井あゆみの歌手デビューシングル。
- テレビ朝日系ドラマ『特命係長 只野仁』4thシーズンの主題歌に起用された。これまでのシリーズではカバー曲が主題歌に使われていたが、今回初めてオリジナル曲が主題歌に起用された。また、このドラマの最終回には阪井も出演しており、最終回は「悲しみを愛しさで」をモチーフとした話になっている。

## 収録曲
1. 悲しみを愛しさで(4:49)
作詞：秋元康　作曲：望月衛介　編曲：坂本昌之
テレビ朝日系ドラマ『特命係長 只野仁 シーズン4 突入スペシャル』主題歌
テレビ朝日系ドラマ『特命係長 只野仁』シーズン4主題歌
2. re-set(4:26)
作詞・作曲・編曲：Gajin
3. 悲しみを愛しさで（Inst.）(4:49)
4. re-set（Inst.）(4:25)